# Antepione constans
Antepione constans là một loài bướm đêm trong họ Geometridae.